# Ješín
Ješín je vesnice, část města Velvary v okrese Kladno ve Středočeském kraji. Rozkládá se v otevřeném mělkém údolí Červeného potoka, necelé čtyři kilometry jihozápadně od Velvar. V roce 2011 zde trvale žilo 169 obyvatel. Ješínem prochází silnice I/16, spojující Slaný a Velvary.

## Historie
První písemná zmínka o vesnici pochází z roku 1227.

## Obyvatelstvo
| Rok            | 1869 | 1880 | 1890 | 1900 | 1910 | 1921 | 1930 | 1950 | 1961 | 1970 | 1980 | 1991 | 2001 | 2011 | 2021 |
| -------------- | ---- | ---- | ---- | ---- | ---- | ---- | ---- | ---- | ---- | ---- | ---- | ---- | ---- | ---- | ---- |
| Počet obyvatel | 504  | 521  | 502  | 466  | 540  | 540  | 400  | 311  | 288  | 258  | 201  | 156  | 168  | 169  | 166  |
| Počet domů     | 67   | 70   | 70   | 72   | 77   | 81   | 92   | 89   | 78   | 76   | 61   | 76   | 72   | 79   | 77   |

## Obecní správa
Při sčítání lidu v letech 1850–1979 Ješín byl samostatnou obcí, se kterým patřil nejprve do okresu Slaný, ale v letech 1921–1950 v okrese Kralupy nad Vltavou a od roku 1960 v okrese Kladno. Od 1. ledna 1980 je částí města Velvary v okrese Kladno.

## Pamětihodnosti
- Kaple svatého Václava, uprostřed vesnice. Postavena roku 1884, průčelí v roce 1929 upraveno v památník padlých.
- Socha svatého Jana Nepomuckého (kulturní památka ČR), původně situovaná při kapli, se dnes nalézá ve velvarském muzeu.